# Vepris unifoliolata
Vepris unifoliolata là một loài thực vật có hoa trong họ Cửu lý hương. Loài này được (Baill.) Labat, M. Pignal & O. Pascal mô tả khoa học đầu tiên năm 2005.